# 弘前ねぷた

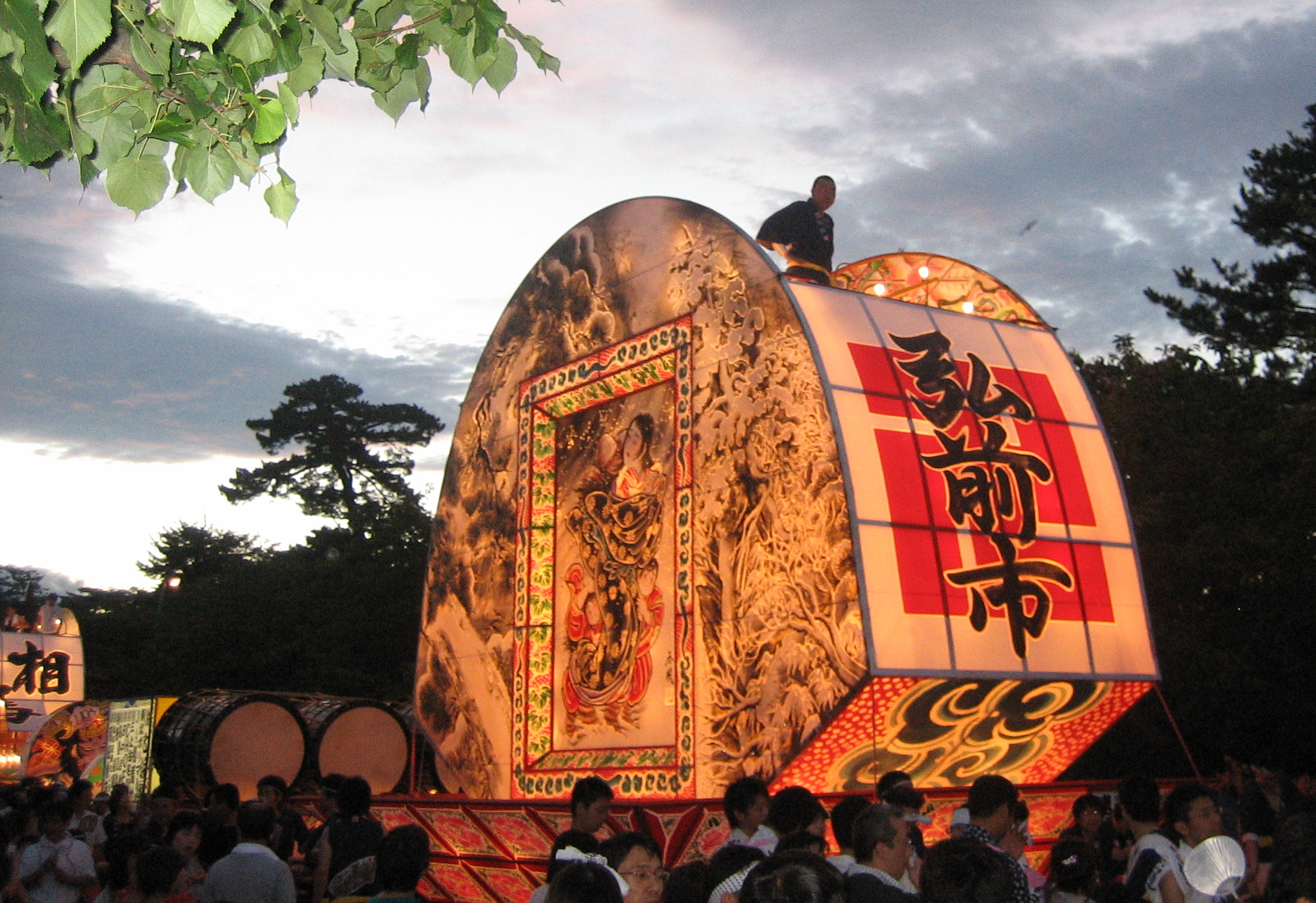
弘前ねぷたまつりの扇ねぷた（見送り絵）

弘前ねぷたまつり（ひろさきねぷたまつり）は、青森県弘前市で開催されるねぶた。
弘前さくらまつり、弘前城菊と紅葉まつり、弘前城雪燈籠まつりに並び「弘前四大まつり」の一つに数えられる。大勢の市民が「ヤーヤドー」の掛け声とともに、武者絵が描かれた山車を引いて市内を練り歩く。弘前ねぷたには扇ねぷた（扇型）と組ねぷた（人形型）があり、総数約80台の県内最多のねぷたが運行される。

## 起源
弘前ねぷたまつりの起源については諸説ある。
- （伝説）平安時代の初期、征夷大将軍・坂上田村麻呂が、蝦夷をおびき出すために大きな人形を作った。
- （伝承）1593年（文禄2年）旧暦7月に藩祖津軽為信が京都滞在中に盂蘭盆会で二間四方の大燈籠を出した。
- （定説）江戸時代の元禄期後半からの「七夕祭りの松明流し・精霊流し・眠り流し」や「盆燈籠」などが融合変化し、現在の華麗なねぷたに発展してきた。

語源は、「眠り流し」→「ねむた流し」→「ねむた」→「ねぷた（ねぶた）」と転訛（表記は佞武多、禰ふたと様々ある）。「眠り流し」は日本各地で行われている。
農作業の激しい夏期に襲ってくる睡魔を追い払い、厄災・邪悪を水に流して村の外に送り出す行事のひとつ。

## 沿革
1593年（文禄2年） - 藩祖・津軽為信が京都の津軽屋敷で盂蘭盆会の趣向として二間四方の大灯籠を運行した。
1682年（天保2年） - 4代藩主・津軽信政の時代、弘前八幡宮祭礼の際、神輿の露払いとして山車が始めて運行した。
1720年（享保5年）旧暦7月6日（新暦8月9日） - 5代藩主・津軽信寿が報恩寺（新寺町）で「眠流」を高覧した。
1722年（享保7年）旧暦7月6日（新暦8月17日） - 5代藩主・津軽信寿が城下の織座で「祢ふた流」を高覧した。順番は1番＝本町・親方町・鍛冶町、2番＝茂森町、3番＝土手町、4番＝東長町・本（元）寺町、5番＝和徳町、6番＝紺屋町、7番＝亀甲町・田茂木町、8番＝荒町。紺屋町から春日町へと向かう流れで、信寿は夜五つ（20時）頃に帰った。
1727年（享保12年） - 覚書を記す。財政難につき「ねむた」仕組踊りの高覧を中止した。青森と鯵ヶ沢の両浜での祭礼も神輿だけとする旨を、弘前ならびに青森と鯵ヶ沢の町奉行と寺社奉行へ手紙で通達した。
1728年（享保13年）旧暦7月6日（新暦8月11日） - 覚書を記す。御家中の若者や家来が神社の門前境内などでお盆の風流踊りや豊作祈願、虫送り、雨乞いなどのために踊りをする場所や納涼する場所にて悪戯があり、先日も子供が持つ灯籠を切り落とすといった事件があったので、今後は取り押さえるのでしないように。今晩（旧暦7月6日）は弘前中の子供が「祢むた」流しをする夜なので、混乱無い様に大目付へ申し伝えた。
1738年（元文元年） - 6代藩主・津軽信著が弘前八幡宮祭礼で辰巳櫓（現・天守）で山車を高覧した。
1739年（元文4年）旧暦7月6日（新暦8月10日） - 町中子供「祢ふた」流しの時期ではあるが、礫を打ち投げ、木刀で打ちたてる様なことの無い様に、また口論もしないように町奉行へ伝達した。
1748年（延享5年）旧暦7月4日（新暦7月28日） - 町々で「祢ふた」流しが行われ、町内に大勢集まっているが、御家中入り混じって喧嘩口論しているようなので、このようなことが無い様に指示する。旧暦7月6日以外は「祢ふた」を硬く禁じる旨を町奉行へ指示した。
1756年（宝暦6年） - 7代藩主・津軽信寧が三の丸・御屋敷前で町々の祢ふたを高覧した。
1776年（安永5年）旧暦7月2日（新暦8月15日） - 「祢ふた」は町内限りの運行とし、他の町会まで町印などを持参し口論の種をまかないよう指示した。
1813年（文化10年）旧暦6月28日（新暦7月25日） - 3尺（1m）以上の「祢ふた」はたとえ子供であっても厳しく取り締まった。太鼓は1尺（33cm）以下とし、「祢ふた」に付き添わずに太鼓を打ち鳴らす行為を禁止した。
1828年（文政11年）旧暦7月7日（新暦8月17日） - 10代藩主・津軽信順、金木屋の「糸取り人形祢ふた」（マユから糸を紡ぐ女性の人形型ねぷた）を高覧した。
1830年（天保元年）旧暦7月5日,6日（新暦8月22,23日） - 和徳町のねぷたが紺屋町の端を通り抜けられないほど大型で、各地から見物客が訪れた。黒石御広敷（黒石藩からきた津軽順徳(通称＝督左近将監)、のちの11代藩主・津軽順承）も見物した。
1842年（天保13年）旧暦6月12日（新暦7月29日） - 3尺以上の大きさのものや手の込んだ「祢婦た」を禁止する。大振りの太鼓は使用しないこと、お盆踊りの衣装も派手にしないこと、白昼の踊りもしないことを指示した。
1867年（慶応3年）旧暦7月6日（新暦8月5日） - 土手町の名主宅にて瓦町の人々が大型の「祢ふた」を完成させた。覚仙町にて30人持ちくらいの大型の「祢ふた」が名主によって作られた。和徳町では、子供の「組祢ふた」だが、2‐30人持ちのものが作られ、これらを運行したい旨の申請が出されたが、昨年から作柄がよくないため、町々が大型の組祢ふたを作るのは不埒の至りにつき差し止めを行った。元々は御家中の面々からの要望で町の名主が作ったものなので取り壊すよう指示したが、名主宅の裏を借りて「祢ふた」を作っていた御家中が承諾しないため、町の役人が出向き製作中の「祢ふた」を取り壊した。
1881年（明治14年）9月 - 明治天皇がねぷたを観覧される
1882年（明治15年）8月2日 - 1873年（明治6年）からの「ねふた」禁令止を解き、「ねふた取締規則」を制定した。
1908年（明治41年）9月 - 皇太子（大正天皇）がねぷたを観覧する

明治から昭和初期にかけて、主に当時の弘前市内に複数あった町道場に通う、士族や平民の子弟らを中心とした若者達が作り練り歩いたねぷたでは、他の道場または町会のねぷたと出くわすと、相手のねぷたに石を投げつけたり、竹槍や木刀等（時には日本刀）で乱闘し、しばしば死傷者を出したため、何度も「ねぷた禁止令」が出されたことがある。この乱闘騒ぎを「ねぷた喧嘩」と呼び、ねぷた同志で喧嘩することを「喧嘩ねぷた」という。

1935年（昭和10年） - 秩父宮雍仁が歩兵第31連隊第三大隊長として1936年（昭和11年）まで着任したことが「喧嘩ねぷた」の取締りに決定的な影響を与えた。
1937年（昭和12年） - 日中戦争の時局を理由に弘前警察署が「ねぷたまつり」を禁止する。
1944年（昭和19年） - 太平洋戦争の士気高揚のため、ねぷたを運行する。
1946年（昭和21年） - 戦争で中断していた「ねぷた祭り」が復活した。
1947年（昭和22年）8月11日 - 昭和天皇が戦後の東北巡幸の際にねぷたを観覧。直前の水害を受けて、本来予定の天覧は中止されていたが、有志が2組のねぷたを御座所（弘前公会堂）の門前に牽き出したもの。
1951年（昭和26年） - 弘前青年会議所主催でネプタコンクールを実施した。
ねぷたの大きさを「高さ18尺、幅12尺、電線に支障のあるものは上部を折り畳み式とす」と定める。
1954年（昭和29年） - 弘前青年会議所が第1回ネプタ囃子講習会を開催した。
1956年（昭和31年） - この年から「ねぷた祭り」を新暦で運行する。
1957年（昭和32年） - 名称を弘前ねぷたまつりとする。
1970年（昭和45年）4月20日 - 津軽情っ張り大太鼓が完成し、4月22日にお披露目の「市中パレード」を実施した。
1971年（昭和46年） - 陸奥新報社の創立25周年記念で棟方志功がネプタ絵を描いた。
1980年（昭和55年）1月28日 - 「弘前のねぷた」が国の重要無形民俗文化財に指定された 。
1983年（昭和58年） - 日本国外（アメリカ・シアトル市）で初めて運行した。
1989年（平成元年） - 市制施行100周年を記念して、生鮮卸売市場関係者が津軽剛情張大太鼓を制作し弘前市に寄贈した。
1996年（平成8年） - 弘前ねぷた囃子が「日本の音風景100選」に認定された。
2006年（平成18年） - 弘前ねぷたまつりが平成18年度「高円宮殿下記念 地域伝統芸能賞」を受賞する。
2011年（平成23年）7月31日 - 東日本大震災への「鎮魂ねぷた」を特別運行した。
8月7日 - 弘前城築城400年祭記念をテーマに「なぬか日スペシャル」を実施した。
2014年（平成26年）8月5日 - 参加者がねぷたの昇降機に頭を挟まれて死亡する事故が発生したため、事故翌日以降の開催は全面中止となった 。
2020年（令和2年）4月15日 - 新型コロナウイルス感染症の拡大を受け、櫻田宏市長はこの年の開催中止を発表した。
2021年（令和3年）5月27日 - 新型コロナウイルス感染予防と拡大防止の観点から、2年連続の合同運行の中止を発表した。
弘前ねぷたの伝統継承のため、一部の運行団体が町内運行を実施した。
2022年（令和4年） - 弘前ねぷた 300年祭の公式応援キャラクターに、バーチャル・シンガー『初音ミク』を起用した。
8月1日～7日 - 新型コロナの感染拡大防止対策のもと、3年ぶりに合同運行を実施したが、審査・ちびっ子ねぷた・なぬかびおくりは中止となった。
8月27日・28日 - 弘前ねぷた 300年祭 特別運行を、「青森ねぶた」「しれとこ斜里ねぷた」「尾島ねぷた」を招き、駅前地区にて実施した。
10月27日 - 弘前ねぷた 300年祭を記念し錦秋ねぷたを、「弘前城菊と紅葉まつり」開催中の弘前公園で運行した。

## まつりの内容
- 弘前ねぷたまつりは8月1日から7日にかけて合同運行が行われる[2]。（小雨決行、悪天候中止[38]）
- 弘前ねぷたまつりのオープニングとしてちびっ子ねぷたのお通りだいが弘前市内の幼稚園・保育園の参加[注釈 10]により行われる[40]。[注釈 11]
- 最終日7日（午前運行）のことを「七日日（なぬかび）」と呼ぶ[41]。
- 8月7日の夕方からなぬかびおくり[注釈 7]が岩木川悪戸河川敷にて行われ、まつりのフィナーレを飾る[25]。
- まつりの運営は、弘前市・弘前観光コンベンション協会・弘前商工会議所・弘前市物産協会・弘前ねぷたまつり合同運行安全会議の5団体で構成する「弘前ねぷたまつり運営委員会」が実施している[2]。
- 企業主催のねぷたは少なく、町会・集落単位でのねぷたが多かったが、近年は任意に仲間たちが集まって参加しているグループねぷたが増加傾向にある。
- 期間中、1日平均約50団体が参加するが、土・日などの開催日には参加団体が多い場合がある。2006年（平成18年）の場合、木曜日の8月3日に59団体、土曜日の5日には62団体と集中したため、両日は出発時間を30分早い、午後6時半からとした。

## 参加団体数と人出（まつり本部集計）
| 開催年             | 参加団体数                                                                          | 人出    |
| ------------------ | ----------------------------------------------------------------------------------- | ------- |
| 昭和40年（1965年） | 87団体                                                                              |         |
| 昭和50年（1975年） | 51団体                                                                              |         |
| 昭和60年（1985年） | 64団体                                                                              |         |
| 平成2年（1990年）  | 64団体                                                                              |         |
| 平成7年（1995年）  | 65団体                                                                              |         |
| 平成12年（2000年） | 66団体                                                                              |         |
| 平成13年（2001年） | 68団体（大型扇：52団体、大型組：6団体、小型扇：9団体、担ぎ：1団体）                 | 136万人 |
| 平成14年（2002年） | 68団体（大型扇：50団体、大型組：7団体、小型扇：9団体、担ぎ：2団体）                 | 148万人 |
| 平成15年（2003年） | 69団体（大型扇：51団体、大型組：7団体、小型扇：10団体、担ぎ：1団体）                | 173万人 |
| 平成16年（2004年） | 75団体（大型扇：51団体、大型組：7団体、小型扇：15団体、担ぎ：2団体）                | 161万人 |
| 平成17年（2005年） | 74団体（大型扇：53団体、大型組：7団体、小型扇：13団体、担ぎ：1団体）                | 144万人 |
| 平成18年（2006年） | 75団体（大型扇：56団体、大型組：6団体、小型扇：12団体、担ぎ：1団体）                | 166万人 |
| 平成19年（2007年） | 78団体（大型扇：58団体、大型組：7団体、小型扇：12団体、担ぎ：1団体）                | 168万人 |
| 平成20年（2008年） | 81団体（大型扇：59団体、大型組：6団体、小型扇：15団体、担ぎ：1団体）                | 169万人 |
| 平成21年（2009年） | 82団体（大型扇：59団体、大型組：7団体、小型扇：15団体、担ぎ：1団体）                | 158万人 |
| 平成22年（2010年） | 84団体（大型扇：63団体、大型組：6団体、小型扇：15団体、担ぎ：1団体）                | 163万人 |
| 平成23年（2011年） | 82団体（大型扇：60団体、大型組：6団体、小型扇：15団体、担ぎ：1団体）                | 161万人 |
| 平成24年（2012年） | 83団体（大型扇：62団体、大型組：5団体、小型扇：15団体、担ぎ：1団体）                | 162万人 |
| 平成25年（2013年） | 80団体（大型扇：59団体、大型組：5団体、小型扇：15団体、担ぎ：1団体）                | 163万人 |
| 平成26年（2014年） | 82団体（大型扇：63団体、大型組：4団体、小型扇：14団体、担ぎ：1団体）                | 130万人 |
| 平成27年（2015年） | 80団体（大型扇：61団体、大型組：4団体、小型扇：14団体、担ぎ：1団体）                | 164万人 |
| 平成28年（2016年） | 81団体（大型扇：59団体、大型組：4団体、小型扇：15団体、担ぎ：3団体）                | 168万人 |
| 平成29年（2017年） | 80団体（大型扇：60団体、大型組：4団体、小型扇：14団体、担ぎ：2団体）                | 163万人 |
| 平成30年（2018年） | 77団体（大型扇：55団体、大型組：4団体、小型扇：15団体、担ぎ：3団体）                | 160万人 |
| 令和元年（2019年） | 74団体（大型扇：52団体、大型組：4団体、小型扇：15団体、担ぎ：3団体）                | 168万人 |
| 令和2年（2020年）  | 【中止】                                                                            |         |
| 令和3年（2021年）  | 【中止】                                                                            |         |
| 令和4年（2022年）  | 45団体（大型扇：29団体、大型組：2団体、小型扇：11団体、担ぎ：3団体）                | 91万人  |
| 令和5年（2023年）  | 63団体（大型扇：44団体、大型組：3団体、小型扇：14団体、担ぎ：2団体）                | 137万人 |
| 令和6年（2024年）  | 65団体（大型扇：41団体、大型組：4団体、小型扇：14団体、小型組：2団体、担ぎ：4団体） | 142万人 |
| 令和7年（2025年）  | 66団体（大型扇：44団体、大型組：5団体、小型扇：13団体、小型組：1団体、担ぎ：3団体） | 118万人 |

## 運行コース
弘前ねぷたまつり運営委員会が指定する運行コース
- ちびっ子ねぷたのお通りだい（合同運行開始直前の日曜日の日中）
  - 上土手町（弘前市役所土手町倉庫駐車場）- 中土手町 - 下土手町 - 一番町 - 桜大通り
- 8月1日 - 4日：土手町コース（午後7時運行開始）
  - 桜大通り - 一番町 - 下土手町 - 中土手町 - 土手町十文字（どってん広場付近）
- 8月5日 - 6日：駅前コース（午後7時運行開始）
  - 中央通り（弘前郵便局付近）- 弘前駅前 - 大町 - 上土手町（松森町ふれあい広場付近）
- 8月7日：土手町コース（午前10時運行開始）
  - 上土手町（松森町ふれあい広場付近）- 中土手町 - 下土手町 - 一番町

合同運行の他に審査日の前日を前夜祭と称し、地元地域を独自に練り歩く団体が多数存在する。また、なぬか日は日中に実施されることから人員が集まらず、合同運行に参加せず前述の独自運行をする団体もある。
【参考】１９８０年代の運行コース
- 8月1日 - 4日：土手町コース
  - 弘前市役所 - 桜大通り - 一番町 - 下土手町 - 中土手町 - 土手町十文字（西谷薬局付近）
- 8月5日：百石町コース
  - 弘前市役所 - 桜大通り - 一番町 - 百石町 - 横町 - 和徳町（バイパス付近）
- 8月6日：駅前コース
  - 駅前六差路 - 弘前駅前 - 大町 - 上土手町（弘善商会付近）
- 8月7日：土手町コース
  - 上土手町（第一大成小学校正門付近）- 中土手町 - 下土手町 - 一番町

## 弘前ねぷたコンテスト
1951年（昭和26年）に弘前青年会議所の主催で実施した「ネプタコンクール」が前身で、現在は弘前ねぷたまつり運営委員会（主催5団体）による審査が、参加団体を8月1日・2日の両日に分けて行われている。（雨天順延）
審査は 「弘前ねぷた保存基準」を参考にした「ねぷたまつりコンテスト審査基準」に基づいて行なわれる。
本賞
大型の部
- 知事賞 - （扇）1団体、（組）1団体
- 市長賞 - 3団体
- 会長賞 - 弘前観光コンベンション協会 3団体、弘前物産協会 3団体、弘前ねぷたまつり合同運行安全会議 1団体、弘前商業連合会 3団体
- 弘前商工会議所 会頭賞 - 3団体
- 弘前市議会 議長賞 - 1団体
- 弘前青年会議所 理事長賞 - 1団体
- 友好都市賞 - 太田市長賞 1団体、斜里町長賞 1団体

小型の部
- 市長賞 - 1団体
- 会長賞 - 弘前観光コンベンション協会 1団体、弘前物産協会 1団体、弘前ねぷたまつり合同運行安全会議 1団体、弘前商業連合会 1団体
- 弘前商工会議所 会頭賞 - 1団体
- 弘前市議会 議長賞 - 1団体
- 弘前青年会議所 理事長賞 - 1団体

その他に協賛企業・団体からの奨励賞がある。

## ねぷたに使われる題材・構造
表面
表面の鏡絵や人形の部分では、中国物として三国志、水滸伝、漢楚軍談、呉越軍談等、また和物としては源平盛衰記、津軽為信などがあるが、時に世相を風刺したものも登場する。
裏面
裏面中央の見送り絵には唐美人や西王母、楽女のような女性、左右には袖絵が描かれる。表面と裏面の絵をつなぐ真横の部分は肩と呼ばれ、町内会・団体名などが書かれる。
開き
鏡絵や人形の下にある三角形（台形）の開きと呼ばれる部分はねぷたを支える受け皿の役割をしており、弘前藩の家紋である牡丹の花が描かれる。開きの下にある（四角形）の額の正面には天の川を意味する「雲漢」と書かれる。
左面・右面・後面
左面・右面・後面には武将の絵が描かれ、左・右面の絵の武将の眼は進行方向を向いている。使用される紙は『ねぷた和紙』等の専用紙の他、「ロンテックス」に代表される業務用障子紙等の、長尺のロール状紙が用いられる。

## 弘前ねぷたの運行

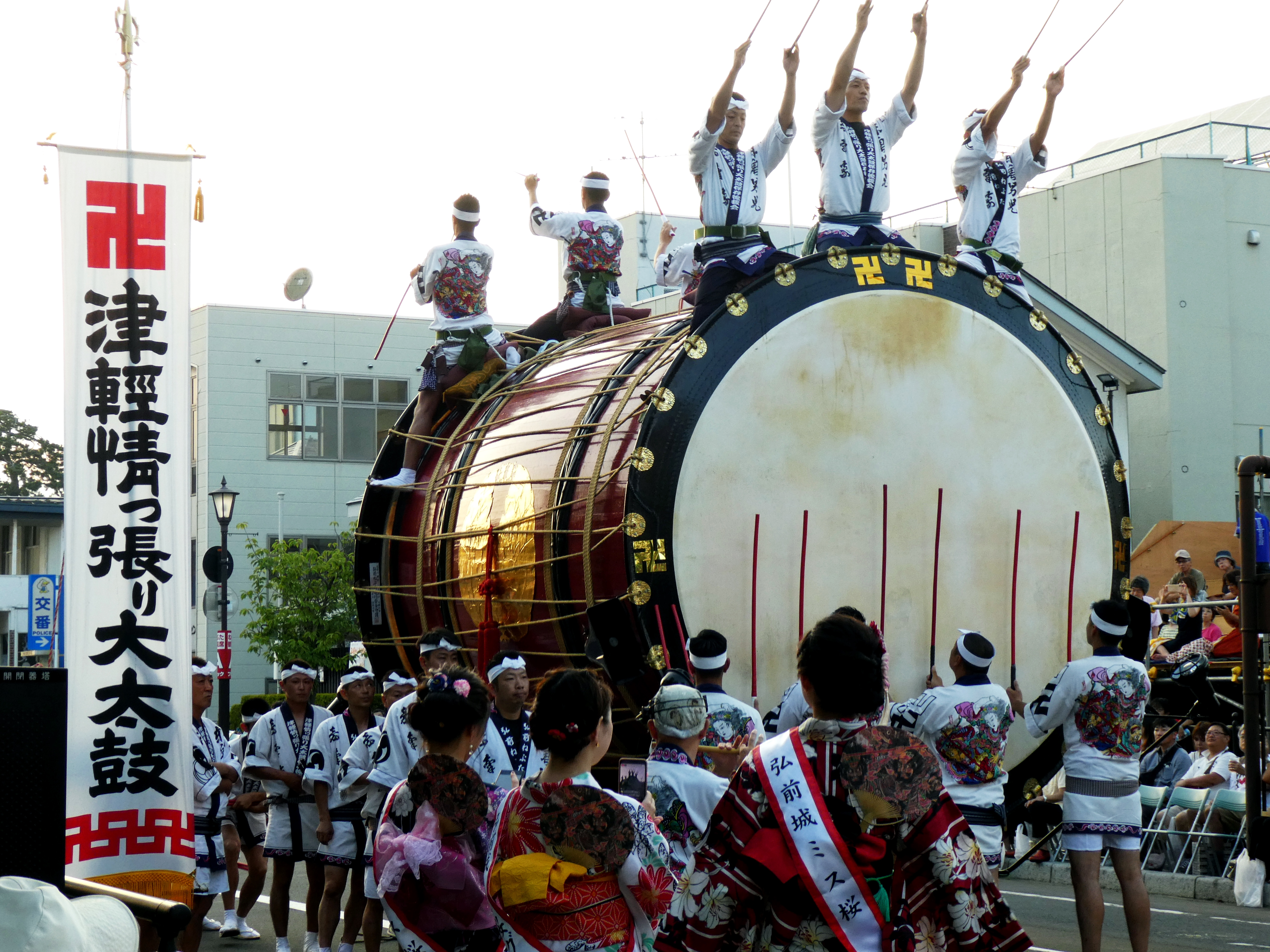
津軽情っ張り大太鼓

1団体につき、先頭に町内会名や団体名を記した前灯籠・町印、その次に大型ねぷたの前座である前ねぷた（角灯籠や小型ねぷた）、ねぷた本体につないだ綱を引く曳き手、そして大型ねぷた（扇や組）、太鼓・笛などの囃子方という順番で運行されるのが一般的である。ねぷた囃子は、進行・休止・戻りの3種類がある。掛け声は、進行がヤーヤドー、戻りがねーぷたーのもんどりこ、ヤーレヤレヤーレヤー'。
3代藩主・津軽信義が、お国自慢で作らせたという伝説に基づいて1970年（昭和45年）に津軽情っ張り大太鼓保存後援会により制作された、津軽情っ張り大太鼓（つがるじょっぱりおおだいこ）とよばれる直径3.3mの大太鼓が陸上自衛隊弘前駐屯地の協力により合同運行の先陣を切る。その他に、弘前市市制施行100周年の記念に作られた直径4mの津軽剛情張大太鼓（つがるごうじょっぱりおおだいこ）と、民間所有の直径3.5mの弘前度天太鼓（ひろさきどってんたいこ）があるが、叩き手と曳き手不足のため運行しない年や運行しても期日限定という状況にある。
運行区間が城下町特有の道路の狭さゆえに、おおむね、幅は1車線分か2車線分しか取れない。また、電線に引っかからないように、扇ねぷたでは、扇の最も高い部分である、ためを外側に折り曲げたり、扇部分を昇降するようにして運行可能にしている。また、電動昇降装置付きねぷたが一般化した現在では必要性はほとんど無いが、さしまた（さすまた）と呼ばれる電線を持ち上げる道具も、かつて蝋燭照明が主流だった頃に、度々起こったねぷたの火災を消す為に使われたささらと共に、古いねぷた運行形態の名残として持ち歩かれることがある。
現在では会員の高齢化や後継者不足、財政難、少子化による参加者不足等の理由であまり見られなくなったが、集落内で組織をつくりその集落を運行するねぷた（「村ねぷた」と呼ばれる）などもある。現在もごく僅かではあるが、合同運行には参加せず近隣集落や町内を回る「村ねぷた」は存在し、20年以上続いている団体もある。

## 青森ねぶたとの違い
弘前のねぷたが「neputa」であるのに対し、青森のねぶたは、「nebuta」と表記ならびに発音が固定化されたのは1980年（昭和55年）の国の重要無形民俗文化財に指定されてからのことで、現在でもどちらもねぷた、ねぶたと両方の呼ばれ方がある。
形状としては、弘前は扇型が主体で、青森は人形の灯籠というイメージがあるが、弘前の扇形ねぷたは明治以降の形態であり、それ以前は箱型や人形型（組ねぷた）の灯籠が主体だった。現在でも組ねぷたを製作する団体が6団体あり、主催者も組ねぷたを推奨している。弘前の組ねぷたは、上部から人形、高覧・蛇腹・板隠し・開き・額で構成されており、後面には扇ねぷたと同様に見送り絵・袖絵が描かれている。青森ねぶたでは大型化の過程で高覧・開き・額・見送り絵・袖絵が省略されている。

## その他
- 弘前市と友好都市との交流で出張運行していた「ねぷた」が地域の祭りとして定着したものがあり、群馬県太田市尾島地区（旧・新田郡尾島町）では、尾島ねぷたとして運行されており、毎年8月14日・15日に開催されている[59]。また、北海道斜里郡斜里町では、しれとこ斜里ねぷたとして毎年7月21・22日に開催され、大小約15台の扇ねぷたが町内約2.5kmを運行している[60]。これらの祭りには弘前市長など弘前市関係者が参加する場合や[61]、弘前ねぷたまつりに友好都市の関係者が特別参加する年もある[62]。
- 弘前高校では文化祭（弘高祭）時に各ホームルーム単位で組ねぷたを製作し、弘高ねぷたとして弘前市街で運行する[63]。
  - 運行コース：弘前高校 - 本町 - 親方町 - 元寺町 - 中央通り - 北大通り - 中土手町 - 下土手町 - 一番町 - 親方町 - 本町 - 弘前高校[64]

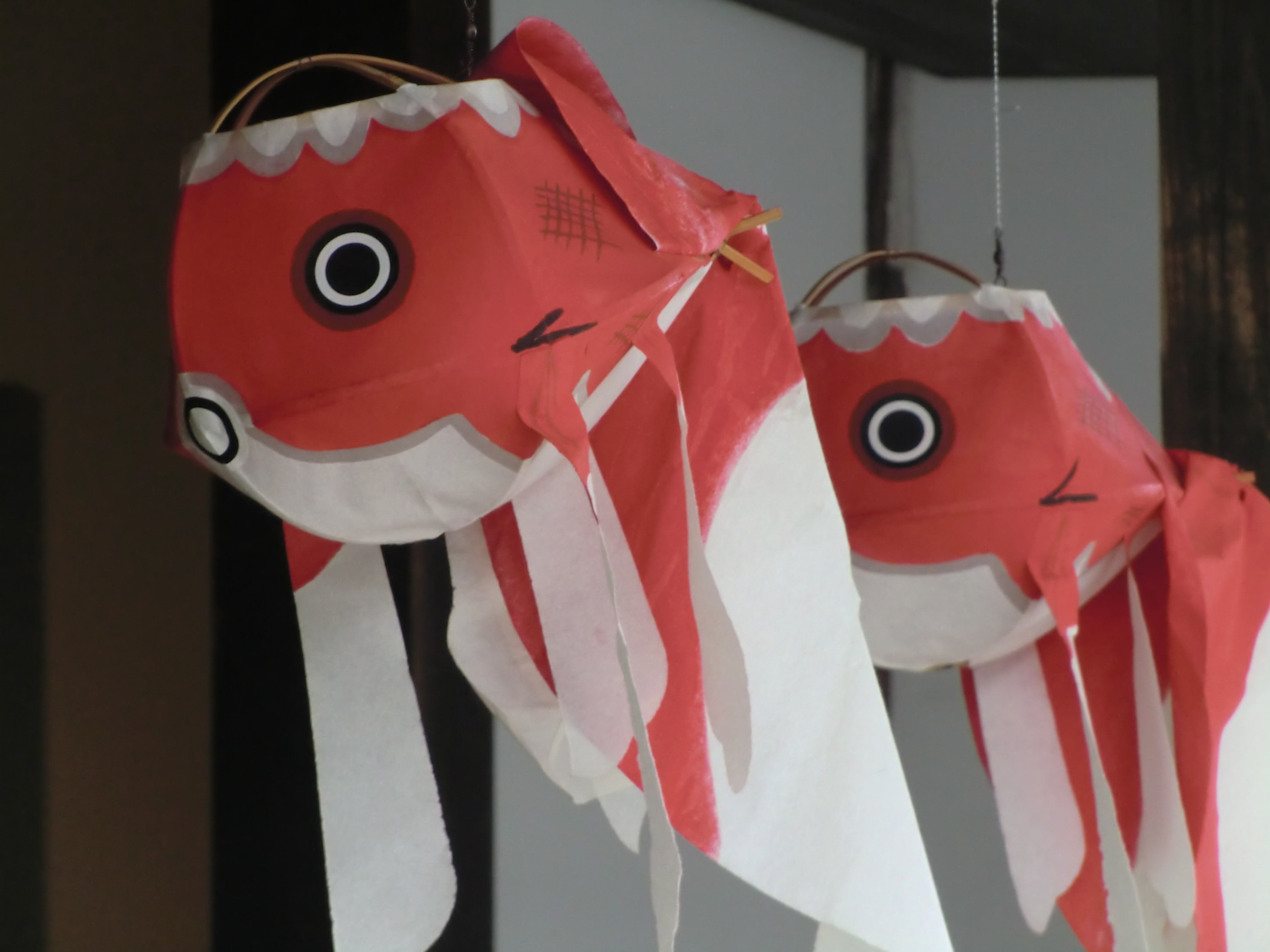
弘前の「金魚ねぷた」を参考に作られたとされる山口県柳井市の金魚ちょうちん。

- 山口県柳井市の伝統工芸品として知られる「金魚ちょうちん」は、幕末の頃に同地の商人が弘前ねぷたの「金魚ねぷた[66]」に着想を得て考案したとの伝えがある[65]。
- 映画「満月 MR.MOONLIGHT」では作品の中で由来発祥も含めて「ねぷた」が登場した。
- 映画「八甲田山」では回想シーンとして「ねぷた」が登場した。
- テレビアニメ「ふらいんぐうぃっち」 - 第11話では「ねぷた」を取り上げた雑誌記事が、第12話（最終回）のエンディングで「ねぷた」が登場した。2016年（平成28年）8月1日の初日運行では、木幡真琴のCVを担当した篠田みなみと石渡那央のCVを担当した三上枝織が弘前市役所ねぷたに参加したほか、「ふらんぐうぃっち」とコラボしたねぷたも出陣した[67]。
- 弘前ねぷたと同様のまつりで比較的大きなものとしては黒石ねぷたが7月30日から[68]、平川ねぷたが8月2日から行われている[69]。